# Vectrex
Vectrex – ośmiobitowa konsola gier wideo wyprodukowana przez Western Technologies/Smith Engineering, początkowo dystrybuowana na licencji General Consumer Electric, potem przez Milton Bradley Company. Konsola miała premierę w listopadzie 1982, a jej cena wówczas wynosiła 199 USD. Po przejęciu firmy GCE przez Milton Bradley cena została obniżona do 150 dolarów, a przed zapaścią rynku gier wideo w 1983 cena wynosiła 100 dolarów. Vectrex znikł z rynku na początku 1984. W Polsce pojawił się w połowie lat 80. i był przedstawiany w programie Sonda.
W przeciwieństwie do stacjonarnych konsoli, które generowały grafikę rastrową i wyświetlały ją na ekranie telewizora, Vectrex miał zintegrowany monitor wyświetlający grafikę wektorową. Monochromatyczny monitor Vectreksa korzystał z przezroczystych plastikowych nakładek na ekran, ozdabiających pole gry za pomocą statycznych pokolorowanych obszarów. Wówczas wiele z popularnych automatów korzystało z grafiki wektorowej, a GCE zależało, by Vectrex znalazł się właśnie w tej grupie – na konsolę pojawiły się wysokiej jakości porty takich gier jak Space Wars czy Armor Attack.
Vectrex miał wbudowaną grę Minestorm, która była klonem Asteroids. Poza gamepadami, urządzeniami wskazującymi wyprodukowanymi dla konsoli były pióro świetlne i "3D imager", będący rodzajem trójwymiarowych gogli.
Vectrex został wydany w Japonii pod nazwą Bandai Vectrex Kousokusen.
Vectrex razem z Atari 5200 i ColecoVision był jedną z pierwszych konsoli które miały ekran startowy – cechę, która w epoce konsoli bazujących na nośnikach CD stała się standardem.

## Specyfikacja techniczna
| Płyta główna | Płyta główna                                  |
| ------------ | --------------------------------------------- |
| Procesor     | Motorola 68A09 @ 1.5 MHz                      |
| RAM          | 1 KB (dwa 4-bitowe układy)                    |
| ROM          | 8 KB (jeden 8-bitowy układ)                   |
| Dźwięk       |                                               |
| Układ        | General Instrument AY-3-8910                  |
| Głośnik      | 3" papierowy głośnik dynamiczny               |
| Wyświetlacz  |                                               |
| Wektorowy    | Samsung 240RB40 (mono.; wymiary: 9 × 11 cali) |